# UGC 8313
UGC 8313 est une galaxie spirale vue par la tranche et située à environ 30 millions d'années-lumière de la Terre dans la constellation des Chiens de chasse. Elle fait environ 19 000 années-lumière de diamètre et a une masse évaluée à environ 10 millions de masses solaires. 
UGC 8313 fait partie du groupe de M51 et est probablement un compagnon de la galaxie du Tournesol. L'interaction gravitationnelle entre les deux corps est possiblement responsable des torsions et asymétries observées dans cette dernière.